# Alfred Riedl
Pour les articles homonymes, voir Riedl.
Alfred Riedl (né le 2 novembre 1949 à Vienne en Autriche et mort dans Pottendorf, Niederösterreich en Autriche le 8 septembre 2020) est un footballeur international autrichien, qui évoluait au poste d'attaquant, avant de devenir ensuite entraîneur.
Il fut meilleur buteur du Championnat d'Autriche en 1972 et du Championnat de Belgique en 1973 et 1975, puis sélectionneur de l'équipe d'Autriche au début des années 1990.

## Palmarès

### Palmarès de joueur
Austria Vienne
- Championnat d'Autriche (2) :
  - Champion : 1968-69 et 1969-70.
  - Vice-champion : 1971-72.
  - Meilleur buteur : 1971-72 (16 buts).

- Coupe d'Autriche (1) :
  - Vainqueur : 1970-71.

 Saint-Trond VV
- Championnat de Belgique :
  - Meilleur buteur : 1972-73 (16 buts).

 Royal Anvers
- Championnat de Belgique :
  - Vice-champion : 1974-75.
  - Meilleur buteur : 1974-75 (28 buts).

- Coupe de Belgique :
  - Fnaliste : 1974-75.

 Standard de Liège
- Championnat de Belgique :
  - Vice-champion : 1979-80.

 Grazer AK
- Coupe d'Autriche (1) :
  - Vainqueur : 1980-81.

### Palmarès d'entraîneur
Olympique de Khouribga
- Coupe du Maroc :
  - Finaliste : 1993-94.

 Zamalek
- Coupe des clubs champions africains :
  - Finaliste : 1994.

 Al Salmiya
- Championnat du Koweït :
  - Vice-champion : 2001.

- Coupe du Koweït (1) :
  - Vainqueur : 2001.
  - Finaliste : 2003.

- Coupe Crown Prince du Koweït (1) :
  - Vainqueur : 2001.